# Przywódcy Tadżykistanu
Prezydent Republiki Tadżykistanu jest przywódcą Tadżykistanu. Prezydent jest wybierany w wyborach powszechnych na okres 7 lat z możliwością kolejnych reelekcji. Pozycja głowy państwa, z uwagi na semiprezydencki system rządów jest nieco osłabiona w porównaniu do pełnego systemu prezydenckiego. Mimo to prezydent Tadżykistanu jest naczelnym dowódcą armii, powołuje i odwołuje członków gabinetu ministrów oraz jest najwyższym reprezentantem kraju na arenie międzynarodowej. Siedzibą prezydenta jest Pałac Prezydencki w Duszanbe.
Obecny prezydent Emomali Rahmon sprawuje urząd od 16 listopada 1994, ostatnie wybory prezydenckie odbyły się w 2020 roku i zakończyły się zwycięstwem urzędującego prezydenta w pierwszej turze.

## Tadżycka Socjalistyczna Republika Radziecka
| #                         | Imię i nazwisko                                  | Portret | Objął urząd       | Zdał urząd       | Partia polityczna                         |
| ------------------------- | ------------------------------------------------ | ------- | ----------------- | ---------------- | ----------------------------------------- |
| Prezydenci Tadżyckiej SRR |                                                  |         |                   |                  |                                           |
| 1                         | Kahhor Mahkamow (1932–2016)                      |         | 30 listopada 1990 | 31 sierpnia 1991 | Komunistyczna Partia Związku Radzieckiego |
| –                         | Kadriddin Aslonow pełniący obowiązki (1947–1992) |         | 31 sierpnia 1991  | 9 września 1991  | bezpartyjny                               |

## Republika Tadżykistanu
| #                                           | Imię i nazwisko                                  | Portret | Objął urząd         | Zdał urząd          | Partia polityczna                        |
| ------------------------------------------- | ------------------------------------------------ | ------- | ------------------- | ------------------- | ---------------------------------------- |
| Prezydenci Tadżykistanu                     |                                                  |         |                     |                     |                                          |
| –                                           | Kadriddin Aslonow pełniący obowiązki (1947–1992) |         | 9 września 1991     | 23 września 1991    | bezpartyjny                              |
| 1                                           | Rahmon Nabijew (1930–1993)                       |         | 23 września 1991    | 6 października 1991 | Komunistyczna Partia Tadżykistanu        |
| –                                           | Akbarszo Iskandarow pełniący obowiązki (1951–)   |         | 6 października 1991 | 2 grudnia 1991      | bezpartyjny                              |
| 1                                           | Rahmon Nabijew (1930–1993)                       |         | 2 grudnia 1991      | 7 września 1992     | Komunistyczna Partia Tadżykistanu        |
| –                                           | Akbarszo Iskandarow pełniący obowiązki (1951–)   |         | 7 września 1992     | 20 listopada 1992   | bezpartyjny                              |
| Przewodniczący Rady Najwyższej Tadżykistanu |                                                  |         |                     |                     |                                          |
| –                                           | Emomali Rahmon (1952–)                           |         | 20 listopada 1992   | 16 listopada 1994   | bezpartyjny                              |
| Prezydenci Tadżykistanu                     |                                                  |         |                     |                     |                                          |
| 2                                           | Emomali Rahmon (1952–)                           |         | 16 listopada 1994   | nadal urzęduje      | Ludowo-Demokratyczna Partia Tadżykistanu |